# Dolichoderus brevis
Dolichoderus brevis é uma espécie de formiga do gênero Dolichoderus.